# Bangladesh Awami Jubo League
Die Bangladesh Awami Jubo League (bengalisch বাংলাদেশ আওয়ামী যুবলীগ, auch: Jubo League, dt.: Jubo-Liga) ist die erste Jugendorganisation von Bangladesch. Sie wurde von Scheich Fazlul Haque Mani gegründet. Sie ist die Jugendorganisation der Awami-Liga. Der derzeitige Führer ist Scheich Fazle Shams Parash und Generalsekretär ist Mainul Hossain Khan Nikhil.

## Geschichte
Die Jubo-Liga wurde am 11. November 1972 von Fazlul Haque Mani gegründet.

## Kontroversen
- Ein Rapid Action Battalion (Rab) am 23. Mai verhaftete einen Aktivisten der Jubo-Liga von Basanterbagh, Upazila Begumganj, Distrikt Noakhali mit einer illegalen Waffe.[3]
- Der Detective Branch (DB) der lokalen Polizei verhaftete Gias, einen Führer der Jubo-Liga im Gebiet von Kotwali, Chittagong, aufgrund einer Verwicklung in der Ermordung des Sicherheitsbeamten von Al Arafah Islami Banks Filiae in Muradpur bei einem versuchten Überfall.[4]
- Die Jubo-Liga war in Straßenkämpfe mit der Bangladesh Chhatra League (বাংলাদেশ ছাত্রলীগ, Studentenliga) verwickelt, nachdem die Ausschreibung für einen Regierungsauftrag im Wert von 100 Mio. Rupien in der Stadt Barisal eingestellt worden war. Etwa ein Dutzend Menschen wurden verletzt, darunter ein Journalist.[5]
- Die Jubo League hat ihren Bürosekretär Kazi Anisur Rahman, der im Zuge der Razzia gegen illegale Casinos untergetaucht war, 2019 wegen Korruptionsvorwürfen ausgeschlossen.[6]
- Ein Rapid Action Battalion (RAB) verhaftete den weithin bekannten „Casino Emperor“-Präsidenten der Dhaka South Awami Jubo League, Ismail Hossain Chowdhury Samrat, wegen seiner Verbindungen zu den illegalen Casino-Geschäften in seinem Hoheitsgebiet. Zu den bisher gegen ihn eingereichten Verfahren zählen Casino-Glücksspiele, Ausschreibungsgeschäfte, Erpressungen und vieles mehr.[7] Erwähnenswert ist, dass er, obwohl er ein überzeugter Anhänger der Awami-Liga war, im Haus eines wohlhabenden Jamaat-Führers verhaftet wurde.[8]

## Getötete Aktivisten
- Jahir Uddin (geb. 1985), ermordet am 22. Mai 2015 im Kabirhat-Area im Upazila Begumganj, Distrikt Noakhali.[3]
- Akbar Ali, ermordet am 20. Mai 2015, Upazila Begumganj, Distrikt Noakhali.[9]
- Kamal Uddin (geb. 1993) ermordet am 21. Mai 2015, Upazila Lohagara, Distrikt Chittagong.[10]
- Mohammad Yusuf (geb. 1980), Präsident der Anderchar Union Unit, ermordet am 5. März 2015.[11]
- Md Mollah Arif, Joint Secretary des Jubo League’s Ward number 2 Unit, ermordet am 9. April 2015 im Jorpukur Math-Area, North Goran, Dhaka.[12]